# Cambrin
Cambrin är en kommun i departementet Pas-de-Calais i regionen Hauts-de-France i norra Frankrike. Kommunen ligger i kantonen Cambrin som tillhör arrondissementet Béthune. År 2022 hade Cambrin 1 250 invånare.

## Befolkningsutveckling
Antalet invånare i kommunen Cambrin
| Referens: INSEE |